# Esteban Martín Jiménez
Esteban Martín Jiménez (Madrid, 1 de gener de 1937 - Àvila, 25 d'agost de 1995) va ser un ciclista espanyol, que fou professional entre 1961 i 1968. Els seus principals èxits esportius foren el Campionat d'Espanya de ciclisme de muntanya de 1963 i una victòria d'etapa a la Volta a Espanya de 1965.

## Palmarès
- 1962
  - 1r a la Volta a Guatemala
- 1963
  -  Campió d'Espanya de Muntanya
- 1964
  - Vencedor d'una etapa del Gran Premi del Midi Libre
- 1965
  - Vencedor d'una etapa de la Volta a Espanya
- 1966
  - 1r a la Volta a Àvila i vencedor d'una etapa

### Resultats a la Volta a Espanya
- 1961. 46è de la classificació general
- 1962. 43è de la classificació general
- 1963. 24è de la classificació general
- 1965. 26è de la classificació general. Vencedor d'una etapa
- 1966. Abandona (14a etapa)
- 1965. Fora de control (9a etapa)

### Resultats al Tour de França
- 1963. 32è de la classificació general
- 1964. 11è de la classificació general
- 1965. 65è de la classificació general
- 1966. 22è de la classificació general